# Condado de Pulaski (Arkansas)
O Condado de Pulaski (em inglês:  Pulaski County) é um dos 75 condados do estado americano do Arkansas. A sede e maior cidade do condado é Little Rock. Foi fundado em 15 de dezembro de 1818.
O condado possui uma área de 2 092 km², dos quais 1 968 km² estão cobertos por terra e 124 km² estão por água, uma população de 382 748 habitantes, e uma densidade populacional de 194,5 hab/km² (segundo o censo nacional de 2010). É o condado mais populoso do Arkansas.